# Боршин
Боршин (пол. Borszyn) — село в Польщі, у гміні Озоркув Зґерського повіту Лодзинського воєводства.
Населення — 237 осіб (2011).

## Демографія
Демографічна структура станом на 31 березня 2011 року:
|          | Загалом | Допрацездатний вік | Працездатний вік | Постпрацездатний вік |
| -------- | ------- | ------------------ | ---------------- | -------------------- |
| Чоловіки | 122     | 26                 | 82               | 14                   |
| Жінки    | 115     | 23                 | 62               | 30                   |
| Разом    | 237     | 49                 | 144              | 44                   |